# Sistema de alerta de despegue
Un sistema de advertencia de despegue o TOWS  es un conjunto de señales de advertencia requeridas en la mayoría de las aeronaves comerciales, diseñado para alertar a los pilotos de errores potencialmente peligrosos en la configuración de despegue de una aeronave.
Hay numerosos sistemas a bordo de una aeronave que se deben configurar en la configuración adecuada para permitirle despegar con seguridad. Antes de cada vuelo, los oficiales de vuelo usan listas de verificación para verificar que cada uno de los muchos sistemas esté funcionando y se haya configurado correctamente. Sin embargo, debido a la inevitabilidad del error humano, incluso el procedimiento de la lista de verificación puede provocar fallas en la configuración adecuada de la aeronave.
Varias configuraciones incorrectas pueden dejar a una aeronave completamente incapaz de volar; estas condiciones pueden resultar fácilmente en accidentes fatales con pérdida de casco. Para reducir esto, todas las naciones importantes exigen ahora algo similar al requisito estadounidense de que en (casi) "todos los aviones con un peso máximo de más de 6.000 libras y todos los jets [...] deben instalarse un sistema de alerta de despegue". Este sistema debe cumplir los siguientes requisitos:
(1) El sistema debe proporcionar a los pilotos una advertencia sonora que se activa automáticamente durante la parte inicial de la carrera de despegue si el avión está en una configuración que no permitiría un despegue seguro. La advertencia debe continuar hasta que...
Se cambia la configuración para permitir un despegue seguro,
(2) El piloto toma medidas para abandonar la carrera de despegue.
(3) Los medios utilizados para activar el sistema deben funcionar correctamente para todos los ajustes y procedimientos de potencia de despegue autorizados y en todos los rangos de pesos, altitudes y temperaturas de despegue para los que se solicita la certificación.
TOWS está diseñado para emitir una advertencia de muchos otros errores peligrosos en la configuración de despegue, como que los flaps y los listones no se extiendan cuando se abren los aceleradores mientras la aeronave está en tierra. La alerta generalmente tiene la forma de una bocina de advertencia audible acompañada de un mensaje de voz que indica la naturaleza del error de configuración.

## Accidentes
Se han producido varios desastres de aeronaves debido a una configuración incorrecta a pesar de la presencia de un sistema de alerta de despegue funcional:
- Vuelo 540 de Lufthansa (1974)
- Vuelo 255 de Northwest Airlines (1987)
- Vuelo 1141 de Delta Air Lines (1988)
- Vuelo 3142 de LAPA (1999)
- Vuelo 91 de Mandala Airlines (2005)
- Vuelo 5022 de Spanair (2008)